# 霜降り明星のあてみなげ
『霜降り明星のあてみなげ』（しもふりみょうじょうのあてみなげ）は、2019年4月5日から静岡朝日テレビ（あさひテレビ、SATV）の制作、テレビ朝日を除く同系列局の一部ほかで放送されているバラエティ番組である。制作局での放送時間は毎週金曜日0:15 - 0:45（木曜日深夜、JST）。タイトルロゴや電子番組表における番組名表記は『冒険発掘バラエティ 霜降り明星のあてみなげ』。霜降り明星の冠番組。

## 概要
2017年9月、静岡朝日テレビの若手社員によるWEB放送局「SunSetTV」で前身番組となる『霜降り明星のパパユパユパユ』（しもふりみょうじょうのパパユパユパユ）が配信開始。「再生回数10万回突破で地上波進出」という目標の達成に伴い『霜降り明星のあてみなげ』がスタートした。なお、確保された放送枠の前番組は、メインキャストの不祥事で緊急打ち切りとなったが、あくまで前述した目標を達成したこと、前番組がゴールデン枠（静岡ローカル）に移動する予定があったために本番組が立ち上がったもので、前番組の打ち切りを受けて本番組が急遽編成されたわけではない。「静岡県での知名度100％」をモットーに静岡県内でのロケ企画がメインとなっている。なお、『パパユパユパユ』は2019年8月をもって制作が終了している。
番組タイトルの「あてみなげ」とは霜降り明星の2人が好きな『ポケットモンスター』シリーズの技の名前で、必ず当たる攻撃技であることから「番組を必ず当てる」という意味が込められている。番組メインビジュアルで使われている写真のポーズは「あてみなげ」を覚えるポケモンであるカイリキーを表している。

## 出演者
- 霜降り明星（せいや・粗品）
- 宮﨑玲衣（静岡朝日テレビアナウンサー）- 番組進行をサポートする。初登場はローカル線完全制覇企画の第2弾（#18～20）[注釈 1]で、その後不定期で出演していた時期を経てレギュラーとなった。2020年春頃からエンドロールにも出演者として記載されるが、それまではほぼ毎週出演していたにもかかわらず、出演者としてはクレジットされていなかった。近年は後輩アナの出演により番組へは出演していない。

## スタッフ
2022年8月時点
- 構成：椎名基樹、山田泰葉、野口翔五
- ナレーター：片山真人（静岡朝日テレビアナウンサー）
- 演出：大澤洋介
- プロデューサー：神山恵理
- 制作協力：朝日メディアブレーン、ゴッドフィルムズ
- 制作著作：静岡朝日テレビ

過去のスタッフ
- 構成：白武ときお、梶本長之
- ナレーター：宮園拓夢
- 演出：原田翔太
- プロデューサー：鳥居瑞穂

## 放送局・配信元
2022年10月現在、ネット局については静岡朝日テレビを除き、北から順に表記する。
| 放送対象地域   | 放送局                       | 系列           | 放送開始日    | 放送日時                     | 備考       |
| -------------- | ---------------------------- | -------------- | ------------- | ---------------------------- | ---------- |
| 静岡県         | 静岡朝日テレビ（SATV）       | テレビ朝日系列 | 2019年4月5日  | 金曜 0:15 - 0:45（木曜深夜） | 制作局     |
| 北海道         | 北海道テレビ（HTB）          | テレビ朝日系列 | 2021年10月6日 | 木曜 1:20 - 1:50（水曜深夜） | [ 注釈 3 ] |
| 宮城県         | 東日本放送（khb）            | テレビ朝日系列 | 2019年4月19日 | 木曜 0:56 - 1:26（水曜深夜） |            |
| 石川県         | 北陸朝日放送（HAB）          | テレビ朝日系列 | 2019年4月23日 | 水曜 1:55 - 2:26（火曜深夜） |            |
| 中京広域圏     | 名古屋テレビ（メ～テレ/NBN） | テレビ朝日系列 | 2019年4月28日 | 金曜 1:56 - 2:26（木曜深夜） |            |
| 京都府         | KBS京都（KBS）               | 独立局         | 2019年7月6日  | 日曜 0:30 - 1:00（日曜深夜） | [ 注釈 4 ] |
| 兵庫県         | サンテレビ（SUN）            | 独立局         | 2020年1月8日  | 水曜 0:00 - 0:30（火曜深夜） |            |
| 愛媛県         | 愛媛朝日テレビ（eat）        | テレビ朝日系列 | 2019年4月21日 | 日曜 1:05 - 1:35（土曜深夜） |            |
| 福岡県         | 九州朝日放送（KBC）          | テレビ朝日系列 | 2019年10月7日 | 火曜 1:50 - 2:20（月曜深夜） |            |
| 大分県         | 大分朝日放送（OAB）          | テレビ朝日系列 | 2021年10月3日 | 日曜 23:55 - 翌0:25          |            |
| 香川県・岡山県 | 瀬戸内海放送（KSB）          | テレビ朝日系列 | 不定期放送    | 不定期放送                   | [ 注釈 5 ] |

### 過去の放送局
- 秋田県：秋田朝日放送（AAB） - 2020年5月26日放送開始も同年9月で打ち切り。
- 福島県：福島放送（KFB） - 2021年10月3日 - 2022年9月25日
- 東京都：TOKYO MX1（MX、独立局） - 2019年4月16日 - 2020年3月まで放送[4]。
- 神奈川県：テレビ神奈川（tvk、独立局） - 2020年1月10日から一時期放送された。
- 長野県：長野朝日放送（abn） - 2019年4月18日 - 10月10日
- 広島県：広島ホームテレビ（HOME） - 2019年04月24日 - 不明
- 山口県：山口朝日放送（yab） - 2019年4月15日 - 不明
- 沖縄県：琉球朝日放送（QAB） - 2019年4月26日 - 10月17日

### インターネット配信
見逃し配信は静岡朝日テレビの放送日基準のため、遅れネット局では配信の更新より遅れて放送される。
| 配信元      | 更新日時       | 配信期間 | 備考                 |
| ----------- | -------------- | -------- | -------------------- |
| TVer        | 水曜 1:00 更新 | 7日      | 最新回限定で無料配信 |
| ABEMAビデオ | 水曜 1:00 更新 | 7日      | 最新回限定で無料配信 |

過去
- GYAO!でも配信されていた。GYAO!は2023年3月31日午後5時を以てサービス終了。

| 配信元   | 配信開始日     | 備考                                           |
| -------- | -------------- | ---------------------------------------------- |
| YouTube  | 2017年09月09日 | 2018年5月3日よりSunsetTVから遅れての配信に変更 |
| SunSetTV | 2017年09月09日 | 2020年3月31日終了。                            |

## 視聴率
2023年度時点、視聴率（ビデオリサーチ調べ、静岡地区）は個人1.6%、世帯3.4%を記録している（3年連続首位）。